# Murupeaca mocoia
Murupeaca mocoia är en skalbaggsart som beskrevs av Martins och Maria Helena M. Galileo 1993. Murupeaca mocoia ingår i släktet Murupeaca och familjen långhorningar. Inga underarter finns listade i Catalogue of Life.